# Garcinia succifolia
Garcinia succifolia là một loài thực vật có hoa trong họ Bứa. Loài này được Kurz mô tả khoa học đầu tiên năm 1872.